# Synagoge (Stadskanaal)
De synagoge van Stadskanaal in de Nederlandse provincie Groningen werd gebouwd in 1860 en in 1964 afgebroken.
In de eerste helft van de 19e eeuw vestigden zich tijdens de vervening en de gelijktijdige ontwikkeling van het gebied langs het Stadskanaal ook steeds meer Joden in het ontgonnen gebied. Aanvankelijk behoorde de Stadskanaalster groep tot de joodse gemeente in het naburige Veendam. Naarmate de groep in Stadskanaal in omvang groeide werd een zelfstandige positie gewenst en ondanks de tegenwerking uit Veendam verkregen. In 1860 kon overgegaan worden tot de bouw van een synagoge aan de Hoofdstraat in Stadskanaal. Rond het begin van de twintigste eeuw telde de Joodse gemeente meer dan 200 leden. Veel van hen waren werkzaam in de veehandel. Tijdens de Tweede Wereldoorlog werd het merendeel van de Joodse bevolking van Stadskanaal vermoord in de Duitse vernietigingskampen.
De synagoge raakte vervolgens in verval en werd in 1958 verkocht en in de jaren erna gesloopt. Ondanks de plundering van het gebouw tijdens de Tweede Wereldoorlog zijn delen van de inventaris - de torarollen en de parocheten - bewaard gebleven.
In 1988 kwam er een eind aan de Joodse gemeente van Stadskanaal. Vanaf dat moment werd de Joodse gemeenschap van Stadskanaal officieel ondergebracht bij de joodse gemeente van Groningen.